# 23756 Денієллозано
23756 Денієллозано (23756 Daniellozano) — астероїд головного поясу, відкритий 22 травня 1998 року.
Тіссеранів параметр щодо Юпітера — 3,581.